# Chongoniområdets klippekunst
Chongoniområdets klippekunst er et verdensarvområde i Malawi. Området omfatter 127 samlinger af klippemalerier, indenfor et areal af 126.4 km², og dækker flere perioder fra stenalder til nutid.
Området ligger på et højlandsplateau i Chongonibjergene, 80 km syd for hovedstaden Lilongwe, nær grænsen til Mozambique. Området er sammenfaldende med Chongoni skovreservat, og er præget af granitklipper.
De ældste, røde, billeder er lavet af jæger- og samlerfolket BaTwa i yngre stenalder. Chewafolket, som har boet og drevet landbrug i området siden yngre jernalder har haft en levende tradition for bjergmalerier helt ind i 1900-tallet. Chewaenes kunst, malet i hvidt, har for en stor del kvindelige motiver (chewafolket har en matriarkalsk samfundsorganisering), og er fortsat i levende brug gennem ceremonier og ritualer. Mange billeder knyttes til kvinders overgangsriter.

## Eksterne kilder og henvisninger
- Om området på UNESCOs websted